# رودلف ريت
رودلف ريت (بالتشيكية: Rudolf Reiter)‏ هو لاعب كرة قدم تشيكي، ولد في 28 سبتمبر 1994 في براغ في جمهورية التشيك. لعب مع بوهيميانز 1905.

## وصلات خارجية
- رودلف ريت على موقع قاعدة بيانات كرة القدم.إي يو (الإنجليزية)
- رودلف ريت على موقع Soccerway.com (الإنجليزية)